# Chromios (Trojaner)
Chromios (altgriechisch Χρόμιος Chrómios) ist in der griechischen Mythologie ein trojanischer Kämpfer im Trojanischen Krieg, der von Teukros getötet wurde.